# L'Humanitaire

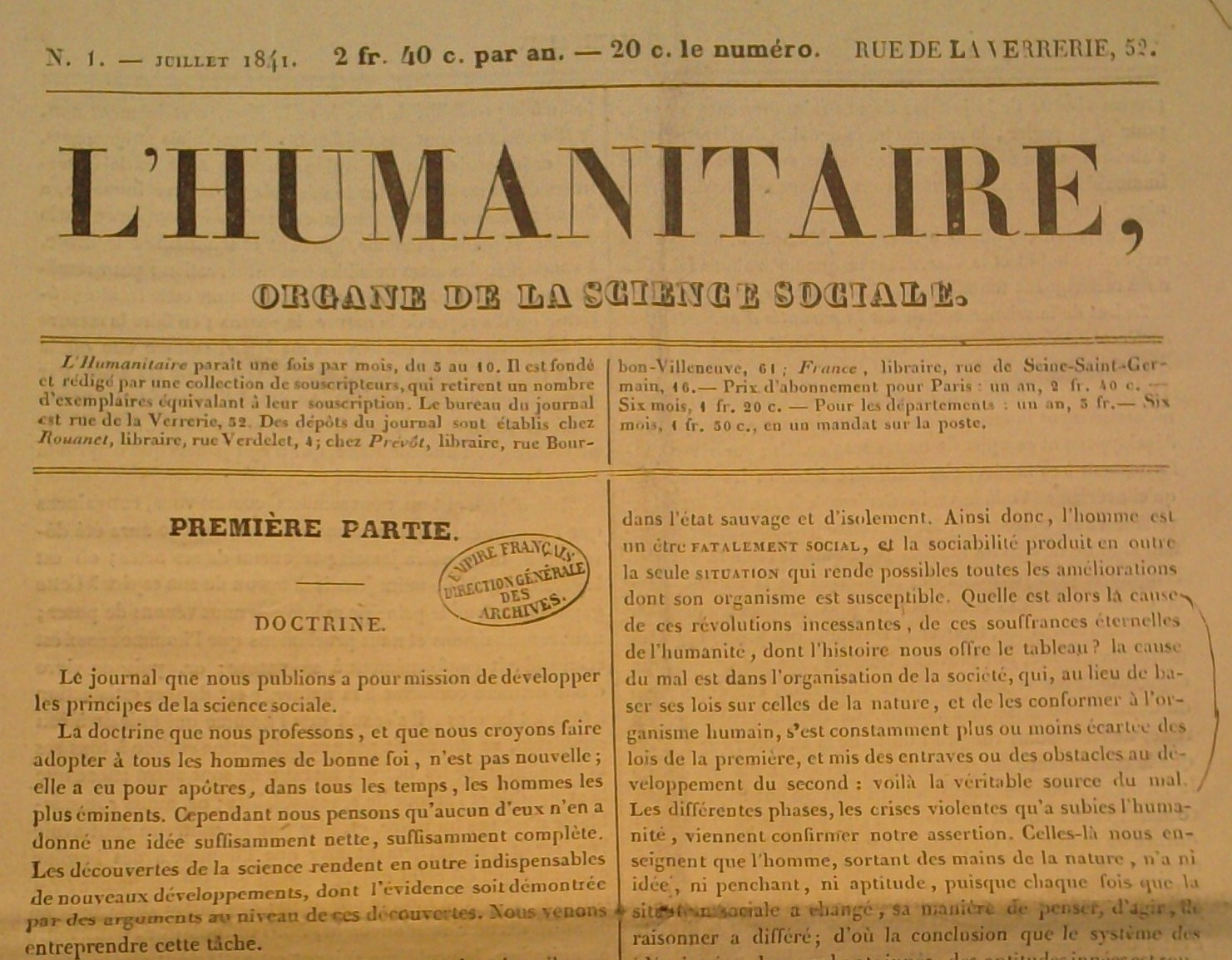
Portada del diario

L'Humanitaire fue un periódico comunista, antiautoritario y premarxista que se publicó en el verano de 1841 en Francia. Su propósito principal era proporcionar una explicación clara y concisa sobre la organización comunista, que buscaba eliminar por completo cualquier forma de dominación del ser humano sobre otros, estableciendo un sistema donde todos fueran iguales y no existiera la opresión entre las personas citando su objetivo como el siguiente ""toda dominación del hombre sobre el hombre sería enteramente abolida""
El periódico L'Humanitaire se caracterizó por promover ideas comunistas y anarquistas, criticando fuertemente las estructuras de poder y la propiedad privada. Su enfoque principal estaba en la búsqueda de una sociedad igualitaria y justa, donde las personas no fueran gobernadas por autoridades opresivas.

## Colaboradores
- Gabriel Charavay, periodista y gerente (editor)
- Jean Joseph May, agrónomo (editor)
- Julien Gaillard, fontanero (escritor)
- Pierre Antoine Nicolas Page, joyero (editor)